# 獅潭斷層
獅潭斷層（英語：Shihtan Fault），又稱紙湖斷層，屬於逆衝斷層，位在臺灣苗栗縣百壽﹙紙湖﹚與獅潭東方，南端由大東勢開始向北延伸經小東勢、圳頭、北寮、紙寮下至上十股，約呈北北東走向，長度約12公里；地形特徵為一系列具線形的鞍部及小丘；上十股以北地區，地表破裂以開裂為主斷續出現，直至峨嵋一帶仍有地裂現象。

## 神卓山斷層
- 在有些文獻中會將斷層以「神桌山」命名。
- 位於此斷層東方象山至大窩的山稜線，為斷續出現的裂縫與小型斷層所組成，總長約5公里。[4]
- 通常會與獅潭斷層一併討論。